# Motor/lieZ
Motor/lieZ（モーターライズ）は日本のCG制作会社である株式会社イマージュの事業部であり、同社が手がける作品の中でも特に映画のVFXを中心に担当している。イマージュ内の事業部のため公式HPは存在せず、映画のスタッフロールやCGWORLD等の印刷物でのみMotor/lieZの名前が使用される。
過去に映画監督の樋口真嗣が所属していた事業部として有名で、その他VFXスーパーバイザーの佐藤敦紀、ツジノミナミらが所属していた。またCGディレクター山本健介らが所属する。
〒180-0006　東京都武蔵野市中町2-1-9 PRODUCTION I.G本社ビル 2F

## 参加作品

### 映画
- 2000年
  - さくや妖怪伝
  - ジュブナイル
- 2001年
  - アヴァロン
  - ピストルオペラ
- 2003年
  - スパイ・ゾルゲ
  - 劇場版 仮面ライダー555 パラダイス・ロスト
- 2004年
  - キューティーハニー
  - イノセンス
- 2005年
  - 男たちの大和/YAMATO
  - ローレライ
- 2006年
  - 日本沈没
  - 最終兵器彼女
- 2007年
  - ヱヴァンゲリヲン新劇場版:序
  - 西遊記
  - あかね空
  - 隠し砦の三悪人 THE LAST PRINCESS
- 2008年
  - 劇場版 さらば仮面ライダー電王 ファイナル・カウントダウン
- 2009年
  - 湾岸ミッドナイト THE MOVIE
  - のだめカンタービレ 最終楽章 前編
- 2010年
  - のだめカンタービレ 最終楽章 後編
  - ウルトラマンゼロ THE MOVIE 超決戦!ベリアル銀河帝国
- 2011年
  - はやぶさ/HAYABUSA
  - 太平洋の奇跡
- 2012年
  - のぼうの城
  - 巨神兵東京に現わる
  - ヘルタースケルター
- 2013年
  - プラチナデータ
  - 図書館戦争
  - 少年H

### テレビ
- 仮面ライダー龍騎
- 仮面ライダー555
- 仮面ライダー剣
- 爆竜戦隊アバレンジャー
- 特捜戦隊デカレンジャー
- 美少女戦士セーラームーン
- 松本清張没後20年・ドラマスペシャル 十万分の一の偶然